# Посмішка чіпера
«Посмішка чіпера» (англ. The Smile of the Chipper) — науково-фантастичне оповідання американського письменника Айзека Азімова, опубліковане в жовтні 1988 року журналом «Bloomberg Businessweek». Оповідання ввійшло в збірку «Золото» 1995.

## Сюжет
Директор корпорації розповідає про часи, коли були дозволені нейроімпланти, що надавали телепатичні здібності. А саме про випадок влаштованого ним змагання двох чіперів за місце в їхній корпорації.
У одного з чіперів була дуже приваблива наречена і переможцем змагання мав вважатись той, кого вибере дівчина. Після того як дівчина вирішила одружитись з іншим чіпером, директор несподівано зробив пропозицію «програвшому» чіперу. Оскільки виявилась, що тема змагання і привабливість дівчини були нав'язані «програвшим» чіпером.